# Municipio de Farmington (condado de Lake)
El municipio de Farmington (en inglés: Farmington Township) es un municipio ubicado en el condado de Lake en el estado estadounidense de Dakota del Sur. En el año 2010 tenía una población de 171 habitantes y una densidad poblacional de 1,84 personas por km².

## Geografía
El municipio de Farmington se encuentra ubicado en las coordenadas 44°3′57″N 97°11′22″O / 44.06583, -97.18944. Según la Oficina del Censo de los Estados Unidos, el municipio tiene una superficie total de 92.92 km², de la cual 92,92 km² corresponden a tierra firme y (0 %) 0 km² es agua.

## Demografía
Según el censo de 2010, había 171 personas residiendo en el municipio de Farmington. La densidad de población era de 1,84 hab./km². De los 171 habitantes, el municipio de Farmington estaba compuesto por el 98,83 % blancos, el 0,58 % eran afroamericanos y el 0,58 % eran de una mezcla de razas. Del total de la población el 0 % eran hispanos o latinos de cualquier raza.